# Cidade Imperial de Thang Long
A Cidade Imperial de Thang Long é uma fortaleza muralhada e palácio situada na antiga capital do Vietnam, Hanoi. Foi idealizada como uma cópia da Cidade Proibida dos imperadores chineses em Pequim, na China.
Em 2010, a Cidade Imperial de Thang Long foi classificada pela UNESCO como Património da Humanidade com a designação de Cidade Imperial de Thang Long em uma reunião no Brasil. Os edifícios que ainda restavam foram restaurados e preservados. 